# 1975 Pikelner
1975 Pikelner је астероид главног астероидног појаса са средњом удаљеношћу од Сунца која износи 2,803 астрономских јединица (АЈ).
Апсолутна магнитуда астероида је 11,9.